# August Heinrich Andreae

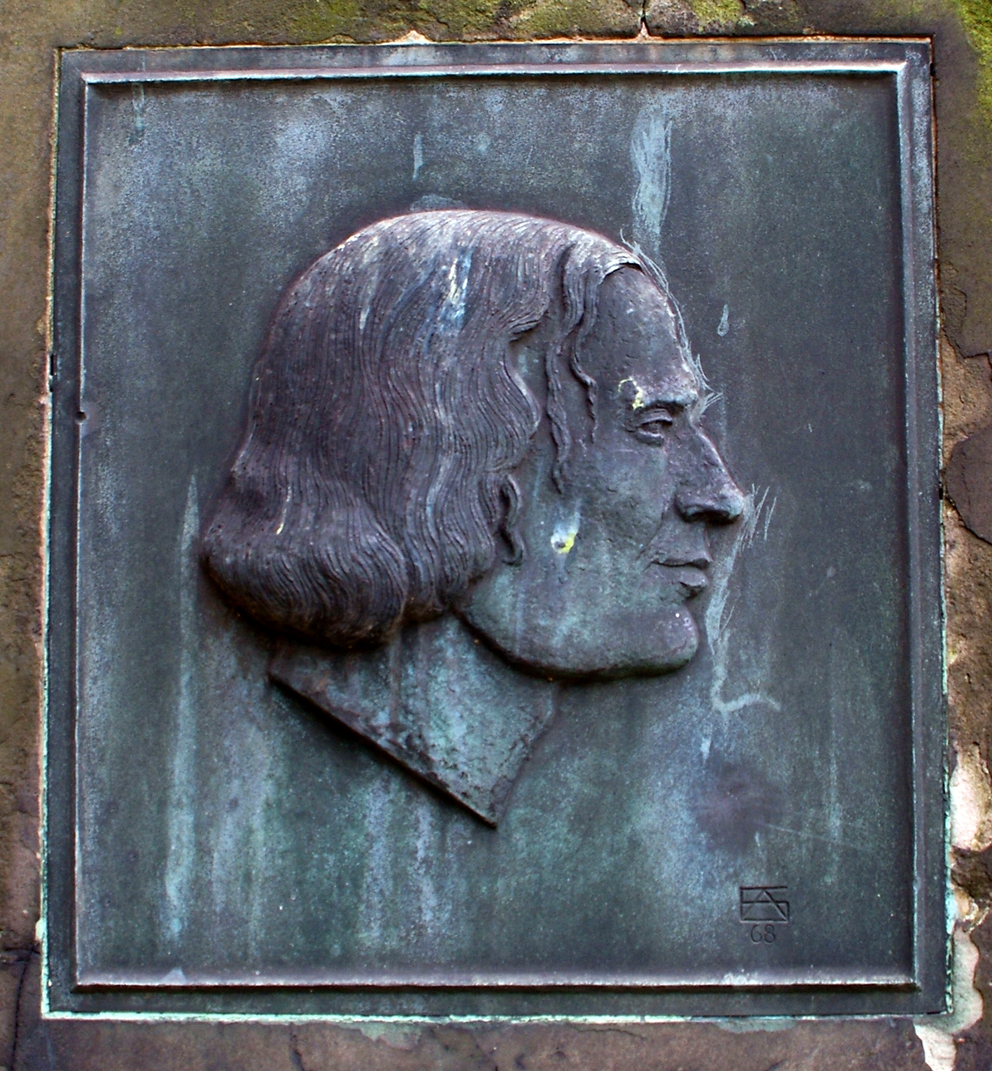
1968 nachgebildetes Portraitmedaillon von Friedrich Adolf Soetebier am Grabstein auf dem Alten St.-Nikolai-Friedhof in Hannover

August Heinrich Andreae (* 4. Dezember 1804 in Horst (frühere Bezeichnung: Horst auf Ricklingen); † 6. Januar 1846 in Hannover) war ein deutscher Architekt, Stadtbaumeister, Maler und Radierer.

## Leben
Als Sohn eines Pastors geboren begann Andreae seine Ausbildung in Hannover bei Diederich Christian Ludwig Witting. Er setzte sie ab 1823 in Karlsruhe bei Friedrich Weinbrenner, ab 1824 in Göttingen bei Karl Otfried Müller und 1826 in Darmstadt bei Georg Moller fort. In Hannover und Göttingen war Rudolf Wiegmann sein Jugend- und Studienfreund. Schon als Gymnasiasten interessierten sie sich für Sternkunde, Wiegmanns Vater hatte ihnen eine Sternwarte gebaut. Angeregt durch die Ausstellung des Malers Johann Heinrich Ramberg versuchte Andreae sich auch in landschaftlichen Zeichnungen.

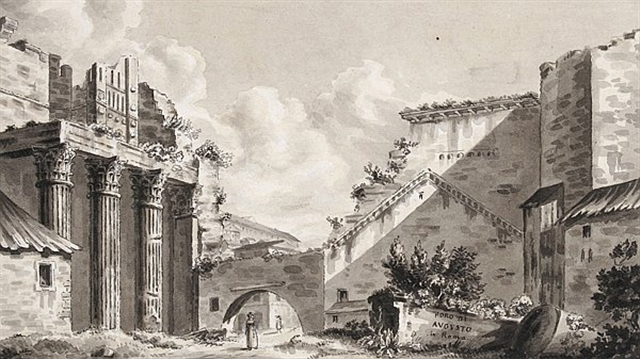
Gemälde von Andreae mit Augustusforum in Rom und Ruine des Mars-Ultor-Tempels, 1829

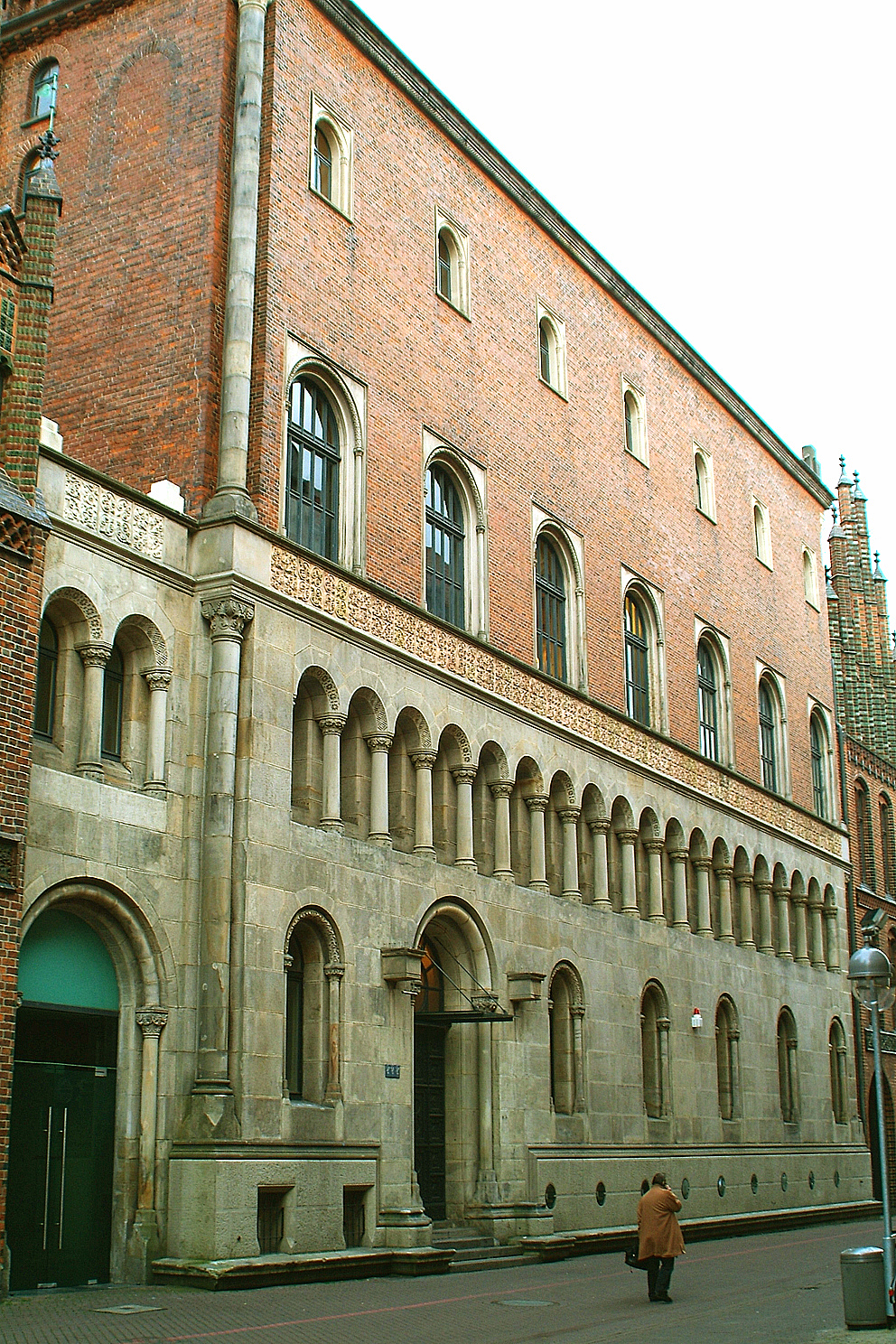
Gerichtsflügel am Alten Rathaus in Hannover, entworfen von Andreae

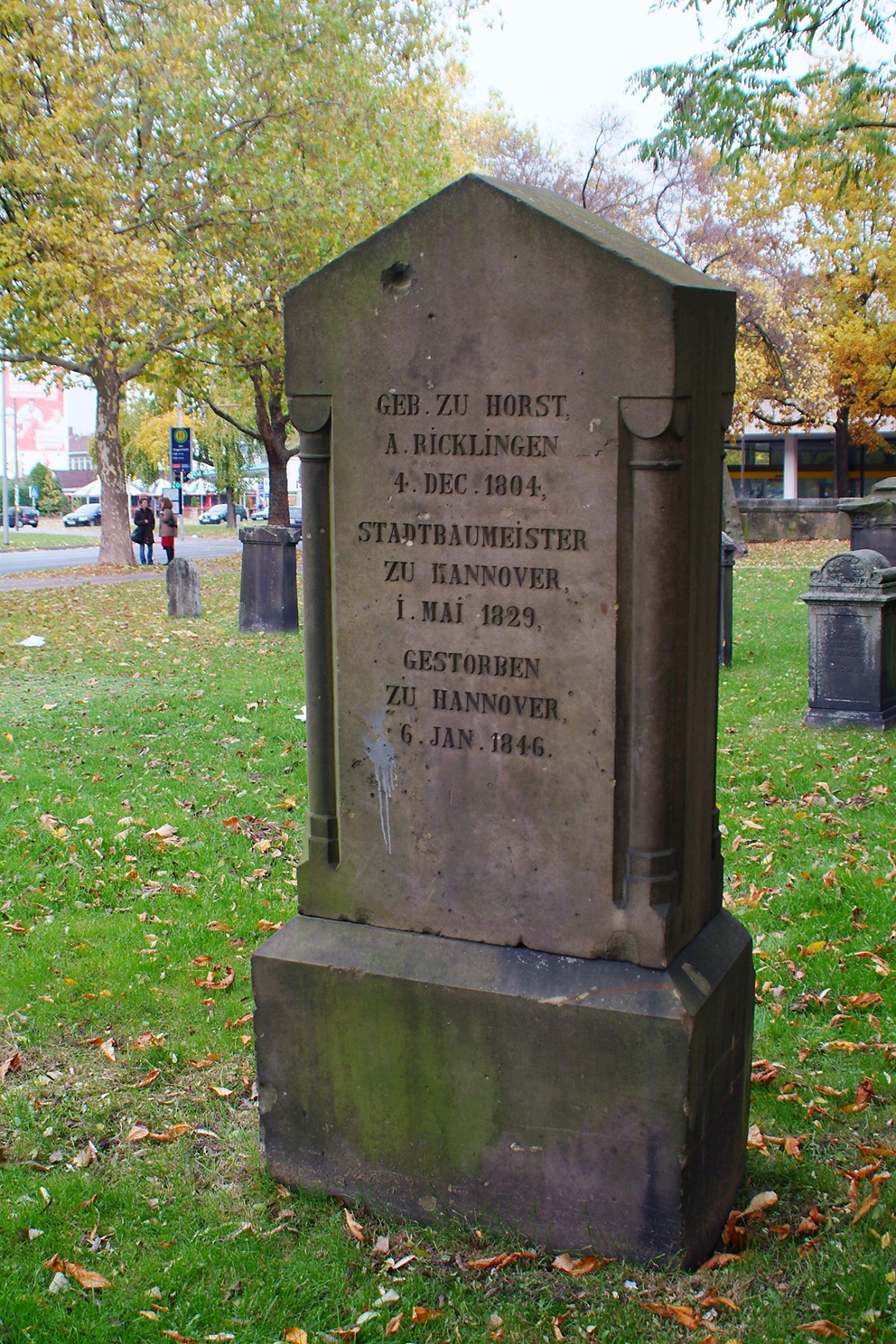
Grabstein auf dem Alten St.-Nikolai-Friedhof in Hannover

Seine Bewerbung vom 18. Januar 1827 um eine Anstellung beim königlich hannoverschen Hofbauamt wurde im März abgelehnt. Stattdessen wurde er freiwilliger Mitarbeiter der königlich hannoverschen Kriegskanzlei und beaufsichtigte deren Bauten.
Nach abgelegter Staatsprüfung erstellte er mehrere Bürgerwohnungen in Hannover, die mit ihrer „geistreichen Außengestaltung“ allgemein auffielen, und seinen Ruf im weiten Umkreis begründeten. Er nahm den im Mittelalter in Norddeutschland auf hoher Stufe stehenden Ziegelbau wieder auf.
Am 1. Mai 1829 wurde er als Nachfolger von Justus Gerhard Kahle († 2. Juni 1836) Stadtbaumeister in Hannover.
Von 1828 bis 1832 errichtete Andreae das 1833 eröffnete städtische Krankenhaus mit achtzig Betten am Lindener Ihmeufer. Dafür entwarf er einen eigenständigen Rundbogenstil, in den er auch Elemente der französischen Revolutionsarchitektur und der Florentiner Renaissance integrierte. Als Vorbild für den Krankenhausbau diente ihm das 1821 bis 1823 gebaute städtische Krankenhaus St. Georg in Hamburg. Das von ihm erbaute Krankenhaus ist nicht erhalten, es wurde in der Zeit von 1856 bis 1858 von dem Baumeister Ludwig Droste mit Aufstockungen und Anbauten versehen, im Jahr 1933 durch einen Neubau erweitert, im Zweiten Weltkrieg durch Luftangriffe zerstört und 1955 durch einen Krankenhausneubau ersetzt. Dort befindet sich heute die Hautklinik Linden.
Ab 1835 entwarf er den von Stadtdirektor Wilhelm Rumann initiierten Ersatzbau für das Alte Rathaus, von dem 1839–1841 der Gefangenenflügel und 1845–1850 der Gerichtsflügel ausgeführt wurden.
Von Herbst 1839 bis Sommer 1840 unternahm er eine Reise nach Süddeutschland und Venedig. Danach baute er die als Dogenpalast bezeichnete Rathauserweiterung.
1845 baute er den Wasserturm der Wasserkunst.
Die Stadt schenkte ihm einen Bauplatz mit Garten an der Alten Umfuhr E (Andreaestraße 7). Kurz nachdem er 1845 sein Wohnhaus bezogen hatte, heiratete er eine Oldenburgerin. Nur wenige Monate später erkrankte er an der Schwindsucht.
Bestattet ist August Heinrich Andreae auf dem Alten St.-Nikolai-Friedhof. Das Portraitmedaillon auf seinem Grabstein bildete 1968 der Bildhauer Friedrich Adolf Soetebier nach.

## Gemälde (unvollständig)
Zeitweilig war Andreae Sekretär des von Hausmann und Wiegmann gegründeten Kunstvereins Hannover und zeigte dort seine eigenen Architekturgemälde, darunter
- 1837: Rathaus und Marktwache (im Zustand vor den Umbauten), heute im Bestand des Historischen Museums am Hohen Ufer.
- 1838: Meßhalle in Braunschweig

## Ehrungen
1847 wurde die Andreaestraße, die über den 1865 abgerissenen Packhof führt, nach dem Stadtbaumeister benannt.